# Temnomastax ricardoi
Temnomastax ricardoi är en insektsart som beskrevs av Marius Descamps 1973. Temnomastax ricardoi ingår i släktet Temnomastax och familjen Eumastacidae. Inga underarter finns listade i Catalogue of Life.